# Ian Fray
Ian Charles Michael Fray (Coconut Creek, 31 de agosto de 2002) é um futebolista estadunidense que atua como zagueiro pelo clube Inter Miami, da Major League Soccer.

## Carreira

### Weston FC
Nascido em Coconut Creek, na Flórida, Fray iniciou sua carreira no Weston FC [en], time da Flórida, sediado na cidade de Weston. Fray estreou-se na liga pelo clube em 18 de julho de 2020, entrando aos 63 minutos no lugar de Modesto Méndez [en], numa derrota por 2 a 0 para o Greenville Triumph.

### Inter Miami

#### Antes da primeira partida
Em 26 de janeiro de 2021, Fray assinou como jogador formado nas categorias de base com o Inter Miami. Fray sofreu uma lesão no ligamento cruzado anterior (LCA) um mês após o início de sua carreira profissional. Durante a pré-temporada de 2022, Fray sofreu outra lesão no LCA, encerrando prematuramente sua segunda temporada com a equipe principal.

#### Temporada de 2023
Como resultado, Fray fez sua estreia competitiva pelo clube mais de dois anos após assinar seu contrato como jogador formado nas categorias de base, entrando aos 66 minutos no lugar de Ryan Sailor [en] no empate por 2 a 2 com o Nashville, em 17 de maio de 2023. Em junho, ele marcou seu primeiro gol como profissional, no final da partida perdida por 2 a 1 para o D.C. United.
No entanto, a temporada de 2023 de Fray também seria encurtada, pois ele sofreu uma terceira lesão no ligamento cruzado anterior na partida de estreia do clube na Leagues Cup de 2023. Ian Fray conquistou posteriormente a Leagues Cup de 2023 com o Inter Miami, tendo jogado apenas a partida já mencionada, na qual se lesionou, onde atuou por 30 minutos. Fray disputou duas partidas na Lamar Hunt U.S. Open Cup de 2023, incluindo sua segunda partida pelo Inter Miami, contra o Nashville.

#### Temporada de 2024
Em 26 de outubro de 2024, Fray sofreu uma lesão no menisco medial direito, que o deixou fora dos gramados até o início de 2025. No Mundial de Clubes FIFA de 2025, após a vitória do Miami sobre o Futebol Clube do Porto por 2 a 1, teve uma lesão onde sofreu uma distensão no adutor esquerdo e ficou de fora do restante da competição.

## Carreira internacional

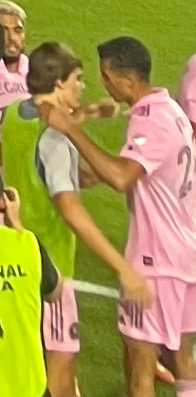
Fray (à direita) em sua segunda partida pelo Inter Miami e primeira pela U.S. Open Cup, conversando com seu companheiro de equipe en (à esquerda).

Fray é elegível tanto para jogar pelos Estados Unidos quanto pela Jamaica. Sua irmã, Marlee Fray, representa a seleção feminina de futebol da Jamaica. No mês de junho de 2023, Fray foi convocado para a seleção provisória de 50 jogadores da Jamaica para a Copa Ouro da CONCACAF de 2023.

## Estatísticas

### Clubes
A partir da partida disputada em 21 de janeiro de 2025
| Clube             | Temporada         | Campeonato        | Campeonato | Campeonato | Copa Nacional | Copa Nacional | Continental | Continental | Outros | Outros | Total | Total |
| Clube             | Temporada         | Divisão           | Jogos      | Gols       | Jogos         | Gols          | Jogos       | Gols        | Jogos  | Gols   | Jogos | Gols  |
| ----------------- | ----------------- | ----------------- | ---------- | ---------- | ------------- | ------------- | ----------- | ----------- | ------ | ------ | ----- | ----- |
| Inter Miami II    | 2020              | USL League One    | 9          | 0          | —             | —             | —           | —           | —      | —      | 9     | 0     |
| Inter Miami II    | 2023              | MLS Next Pro      | 1          | 0          | —             | —             | —           | —           | —      | —      | 1     | 0     |
| Inter Miami II    | 2024              | MLS Next Pro      | 4          | 1          | —             | —             | —           | —           | —      | —      | 4     | 1     |
| Inter Miami II    | Total             | Total             | 14         | 1          | —             | —             | —           | —           | —      | —      | 14    | 1     |
| Inter Miami       | 2023              | MLS               | 11         | 1          | 2             | 0             | —           | —           | 1      | 0      | 14    | 1     |
| Inter Miami       | 2024              | MLS               | 14         | 2          | —             | —             | —           | —           | 3      | 0      | 17    | 2     |
| Inter Miami       | 2025              | MLS               | 0          | 0          | —             | —             | —           | —           | 0      | 0      | 0     | 0     |
| Inter Miami       | Total             | Total             | 25         | 3          | 2             | 0             | 0           | 0           | 4      | 0      | 31    | 3     |
| Total da carreira | Total da carreira | Total da carreira | 39         | 4          | 2             | 0             | 0           | 0           | 4      | 0      | 45    | 4     |

## Título

### Inter Miami
- Leagues Cup: 2023
- Supporters' Shield: 2024